# Gosei 1989
Il Gosei 1989 è stata la quattordicesima edizione del torneo goistico giapponese Gosei. 

## Svolgimento
- W indica vittoria col bianco
- B indica vittoria col nero
- X indica la sconfitta
- +R indica che la partita si è conclusa per abbandono
- +N indica lo scarto dei punti a fine partita
- +F indica la vittoria per forfeit
- +T indica la vittoria per timeout
- +? indica una vittoria con scarto sconosciuto
- V indica una vittoria in cui non si conosce scarto e colore del giocatore

### Fase preliminare
La fase preliminare serve a determinare chi accede al torneo per la selezione dello sfidante. Consiste in un torneo preliminare, i cui vincitori sono qualificati al torneo per la determinazione dello sfidante.

### Determinazione dello sfidante
|  | Primo turno        | Primo turno |  |  | Secondo turno   | Secondo turno |                |                 | Terzo turno | Terzo turno |  |  | Semifinale | Semifinale |  |  | Finale | Finale |
|  |                    |             |  |  |                 |               |                |                 |             |             |  |  |            |            |  |  |        |        |
|  |                    |             |  |  |                 |               |                |                 |             |             |  |  |            |            |  |  |        |        |
|  |                    |             |  |  | Masao Kato      |               |                |                 |             |             |  |  |            |            |  |  |        |        |
|  | Yasutoshi Yasuda   |             |  |  | Shigeaki Yokota | W+R           |                |                 |             |             |  |  |            |            |  |  |        |        |
|  | Shigeaki Yokota    | W+R         |  |  |                 |               |                | Shigeaki Yokota |             |             |  |  |            |            |  |  |        |        |
|  | Hideki Enda        |             |  |  | Yoshio Ishida   | W+5,5         |                |                 |             |             |  |  |            |            |  |  |        |        |
|  | Shoji Hashimoto    | B+2,5       |  |  | Shoji Hashimoto |               |                |                 |             |             |  |  |            |            |  |  |        |        |
|  | Yoshihisa Miyamoto |             |  |  | Yoshio Ishida   | W+R           |                |                 |             |             |  |  |            |            |  |  |        |        |
|  | Yoshio Ishida      | W+R         |  |  |                 |               |                | Yoshio Ishida   |             |             |  |  |            |            |  |  |        |        |
|  | Masaki Takemiya    |             |  |  | Cho Chikun      | W+2,5         |                |                 |             |             |  |  |            |            |  |  |        |        |
|  | Michael Redmond    | W+1,5       |  |  | Michael Redmond |               |                |                 |             |             |  |  |            |            |  |  |        |        |
|  | Hiroaki Tono       |             |  |  | Yasumasa Hane   | B+R           |                |                 |             |             |  |  |            |            |  |  |        |        |
|  | Yasumasa Hane      | B+R         |  |  |                 |               | Yasumasa Hane  |                 |             |             |  |  |            |            |  |  |        |        |
|  | Norio Kudo         |             |  |  | Cho Chikun      | B+R           |                |                 |             |             |  |  |            |            |  |  |        |        |
|  | Ō Meien            | W+4,5       |  |  | Ō Meien         |               |                |                 |             |             |  |  |            |            |  |  |        |        |
|  | Satoshi Yuki       |             |  |  | Cho Chikun      | B+R           |                |                 |             |             |  |  |            |            |  |  |        |        |
|  | Cho Chikun         | W+R         |  |  |                 |               |                | Cho Chikun      |             |             |  |  |            |            |  |  |        |        |
|  | Satoru Kobayashi   |             |  |  | Toshiya Imamura | B+0,5         |                |                 |             |             |  |  |            |            |  |  |        |        |
|  | Ichiro Ogoshi      | B+R         |  |  | Ichiro Ogoshi   |               |                |                 |             |             |  |  |            |            |  |  |        |        |
|  | Rin Kaiho          |             |  |  | Shuzo Awaji     | W+0,5         |                |                 |             |             |  |  |            |            |  |  |        |        |
|  | Shuzo Awaji        | B+R         |  |  |                 |               | Shuzo Awaji    |                 |             |             |  |  |            |            |  |  |        |        |
|  | Ō Rissei           |             |  |  | Tadahiko Chino  | B+0,5         |                |                 |             |             |  |  |            |            |  |  |        |        |
|  | Nobuyuki Ono       | B+2,5       |  |  | Nobuyuki Ono    |               |                |                 |             |             |  |  |            |            |  |  |        |        |
|  | Masaki Fukui       |             |  |  | Tadahiko Chino  | W+4,5         |                |                 |             |             |  |  |            |            |  |  |        |        |
|  | Tadahiko Chino     | W+R         |  |  |                 |               | Tadahiko Chino |                 |             |             |  |  |            |            |  |  |        |        |
|  | Hideo Otake        |             |  |  | Toshiya Imamura | B+R           |                |                 |             |             |  |  |            |            |  |  |        |        |
|  | Ryuzo Sakaguchi    | B+R         |  |  | Ryuzo Sakaguchi |               |                |                 |             |             |  |  |            |            |  |  |        |        |
|  | Yoshiaki Imamura   |             |  |  | Shuzo Ohira     | W+R           |                |                 |             |             |  |  |            |            |  |  |        |        |
|  | Shuzo Ohira        | W+R         |  |  |                 |               | Shuzo Ohira    |                 |             |             |  |  |            |            |  |  |        |        |
|  | Akira Ishida       |             |  |  | Toshiya Imamura | W+R           |                |                 |             |             |  |  |            |            |  |  |        |        |
|  | Hiroyuki Hiroe     | B+R         |  |  | Hiroyuki Hiroe  |               |                |                 |             |             |  |  |            |            |  |  |        |        |
|  | Shoichi Takagi     |             |  |  | Toshiya Imamura | W+R           |                |                 |             |             |  |  |            |            |  |  |        |        |
|  | Toshiya Imamura    | W+9,5       |  |  |                 |               |                |                 |             |             |  |  |            |            |  |  |        |        |

### Finale
La finale è una sfida al meglio delle cinque partite, il detentore Kōichi Kobayashi ha affrontato lo sfidante scelto tramite il processo di qualificazione.